# Kartoffelfest

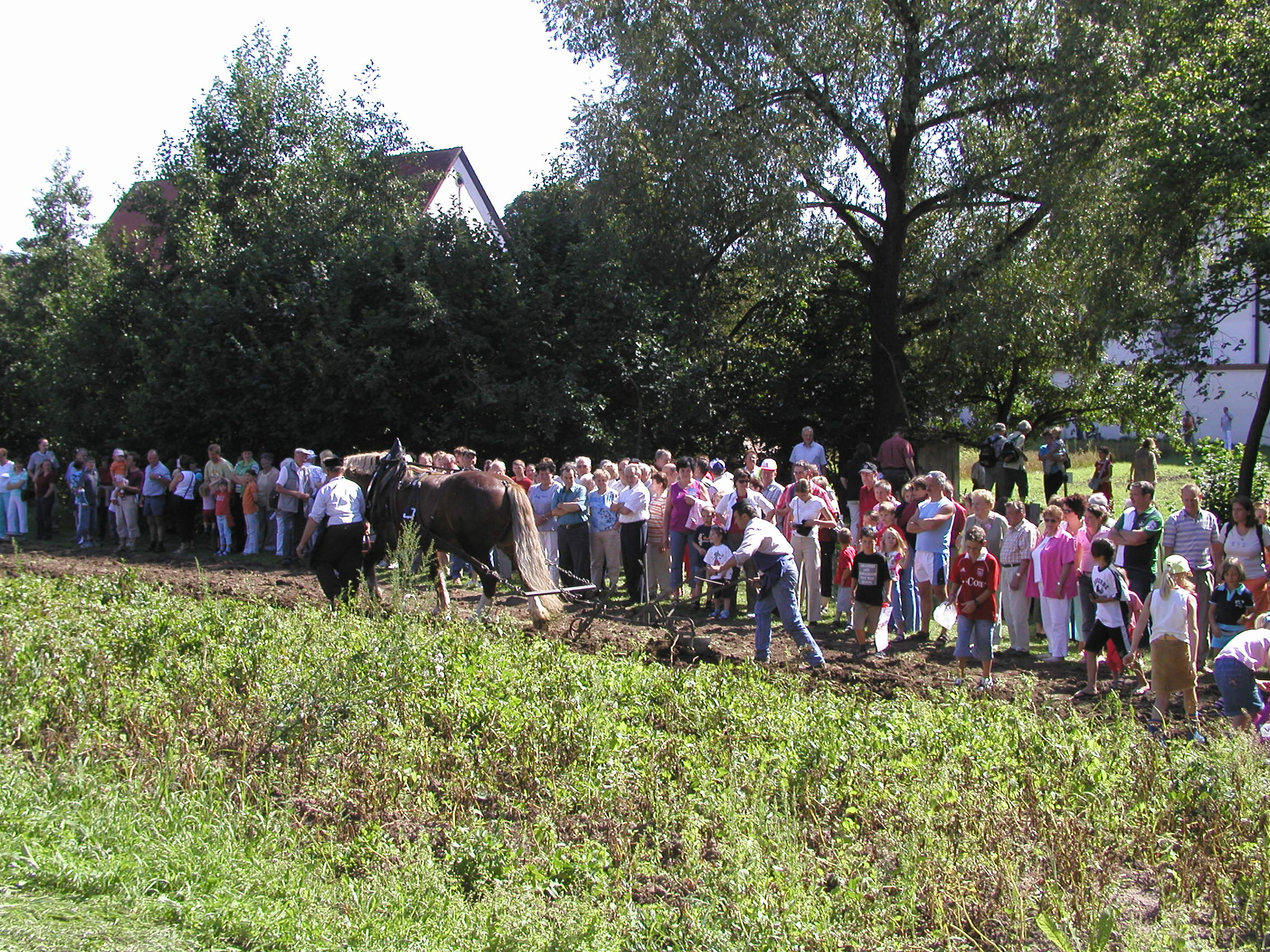
Vorführung der Kartoffelernte mit einem pferdegezogenen Kartoffelrode-Pflug beim Kartoffelfest 2005 in Maihingen

Ein Kartoffelfest, in Österreich auch Erdäpfelfest genannt (englisch potato festival; plattdt. ‚Tuffelfest‘), ist eine regelmäßig wiederkehrende Veranstaltung nach der Kartoffelernte, bei dem neben der Geselligkeit der Kartoffel-Verzehr im Vordergrund steht. Den Besuchern werden neben Beilagen Speisen auf Kartoffelbasis angeboten. Dies sind beispielsweise Kartoffelsalat, Pellkartoffeln, Pommes frites und Reibekuchen. Bei größeren Festen gibt es auch ein musikalisches Rahmenprogramm, Fahrgeschäfte und Verkaufsstände, die  andere landwirtschaftliche Erzeugnissen anbieten.
Zum Brauchtum des Kartoffelfestes im thüringischen Schnepfenthal schrieben die in Leipzig erscheinenden Bildungsblätter oder Zeitschrift für die Jugend 1807:

„Eins der ländlichen Schnepfenthäler Feste, welche das Jahr hindurch in Gottes freier, schöner Natur gefeiert werden, ist auch das Kartoffelfest. Es wird auf folgende Art begangen: Wenn die Kartoffeln die nötige Reife erlangt haben und ein recht heiterer Tag eintritt, läßt Vater Salzmann bekannt machen, daß nun das Kartoffelfest gehalten werden solle.“

Das erste Schnepfenthaler Kartoffelfest feierte Christian Gotthilf Salzmann am 9. Oktober 1789.
Das Kartoffelfest zu Machern gründet sich auf den urkundlichen Nachweis, dass der Pfarrer Christoph Gottfried Ungibauer (1701–1758), der Kartoffeln zuerst im Jahr 1734 in Naunhof kultivierte, diese im Jahr 1740 auf dem damaligen Rittergut Machern auf 4,5 ha Feld anbaute. In Naunhof wird seit 1990 ein Kartoffelfest gefeiert.
In Leipzig gab es bis etwa 1830 ein Kartoffelfest, bei dem es 80 Gerichte, ausschließlich aus Kartoffeln, Kartoffelbrot „und Getränken, die alle aus entfuseltem Kartoffelbranntwein bereitet waren“ gab.
Neuzeitliche Kartoffelfeste finden fast ausschließlich in ländlich geprägten Orten statt. In Deutschland gibt sie unter anderem in Rengerslage (OT Königsmark), Maihingen, Wülfrath, Wehnsen Kakerbeck, Herbern, Netzen, Nellingen, Brietlingen, Memmendorf, Taucha, Großwaltersdorf und Mannenberg.
In Österreich gibt es beispielsweise in Ludmannsdorf, St. Paul im Gailtal (Karnisches Kartoffelfest) und Treßdorf Kartoffelfeste, in Belgien in Neidingen sowie in der Schweiz beispielsweise in Benken ZH und Domat/Ems.
Außerhalb vom deutschsprachigen Raum wird beispielsweise in Grotte di Castro (Italien) jeden August das Sagra della Patate (Kartoffelfest) und in Summersville (West Virginia) das Nicholas County Potato Festival gefeiert.